# Lisa Evans
Lisa Catherine Evans (* 21. Mai 1992 in Perth) ist eine schottische Fußballspielerin. Sie ist für den schottischen Erstligisten Glasgow City FC und die schottische Fußballnationalmannschaft der Frauen aktiv.

## Karriere

### Vereine
Evans spielte bis 2008 für das Team der St. Johnstone Girls, bevor sie vom schottischen Spitzenteam Glasgow City LFC verpflichtet wurde. Mit ihrem Verein gewann Evans viermal die Meisterschaft, zweimal den Schottischen Pokal und einmal den Ligapokal. In 57 wettbewerbsübergreifenden Spielen für ihren Verein erzielte sie 61 Tore. In der Champions-League-Saison 2011/12 erreichte Evans mit ihrer Mannschaft das Achtelfinale. Es war das erste Mal, dass eine schottische Mannschaft so weit kam. Zur Saison 2012/13 wurde sie vom Bundesligisten 1. FFC Turbine Potsdam verpflichtet. Zur Saison 2015/16 wechselte Evans innerhalb der Bundesliga zum FC Bayern München, bei dem sie einen bis 30. Juni 2018 gültigen Vertrag erhielt. Ihr Bundesligadebüt für den FC Bayern München krönte sie am 28. August 2015 (1. Spieltag) beim 3:1-Sieg im Heimspiel gegen ihren ehemaligen Verein Turbine Potsdam mit ihrem ersten Tor, dem Treffer zum 1:1-Ausgleich in der 65. Minute. Zum Saisonende 2016/17 verließ Evans nach zwei Jahren und 44 Spielen den FC Bayern München. Evans unterschrieb am 29. Juni 2017 beim englischen Erstligisten Arsenal Ladies FC und folgte damit Vereinskollegin Vivianne Miedema, die zwei Wochen zuvor in London unterschrieben hatte. Gemeinsam trugen sie zur Meisterschaft 2018/19 bei. In der aufgrund der COVID-19-Pandemie vorzeitig beendeten Saison 2019/20 kam sie zu 15 Einsätzen in der Liga. In der UEFA Women’s Champions League 2019/20 wurde sie in den vier Sechzehntel- und Achtelfinalspielen vor der Corona-Pause und im Viertelfinale nach der Pause eingesetzt. Das Viertelfinale gegen Paris Saint-Germain wurde dann aber mit 1:2 verloren.
Seit 2021 ist sie an West Ham United verliehen.

### Nationalmannschaft
Ihr Debüt im Nationaltrikot krönte sie am 20. Mai 2007 in Perth beim 5:0-Sieg der U-17-Nationalmannschaft über die von Nordirland mit ihren ersten beiden Toren, dem Treffer zum 2:0 in der 12. und 4:0 in der 58. Minute. Mit der U-19-Nationalmannschaft nahm sie an der vom 24. Mai bis 5. Juni 2010 in Mazedonien ausgetragenen Europameisterschaft teil, wo sie verletzungsbedingt nur ein Spiel absolvierte. In der A-Nationalmannschaft debütierte sie am 27. Oktober 2011, die in Edinburgh im Qualifikationsspiel für die Europameisterschaft 2013 gegen die Auswahl Wales' 2:2 unentschieden spielte. Ihr erstes Länderspieltor erzielte Evans am 5. Februar 2012 in Belfast beim 5:1-Sieg im Test-Länderspiel gegen die Auswahl Nordirlands. Am 7. März 2014 erzielte sie im zweiten Gruppenspiel des Zypern-Cup 2014 beim 4:3 gegen die Niederlande einen „lupenreinen“ Hattrick. In der Qualifikation für die WM 2015 hatte sie zehn Einsätze und erzielte drei Tore. Die Schottinnen verloren in der Gruppenphase nur die beiden Spiele gegen Schweden und wurden Zweiter. Sie hatten noch die Möglichkeit, sich über die Entscheidungsspiele der vier besten Gruppenzweiten den letzten europäischen Startplatz zu sichern, verloren aber im Halbfinale beide Spiele gegen die Niederlande. 
In der Qualifikation zur EM 2017 wurde sie in sieben Spielen eingesetzt und erzielte zwei Tore. Sie wurde dann auch für die EM-Endrunde nominiert, für die sich die Schottinnen erstmals qualifiziert hatten. Sie verpasste bei der EM keine Minute, schied aber nach einer 0:6-Auftaktniederlage gegen England, einer 1:2-Niederlage gegen Portugal, das ebenfalls erstmals teilnahm, und einem 1:0-Sieg gegen Spanien aus.
In der Qualifikation zur WM 2019 gehörte sie zu den sieben Schottinnen, die alle acht Spiele mitmachten. Sie erzielte zwei Tore darunter ein Tor zum 3:2-Sieg gegen Polen in der Schlussminute. Die Schottinnen qualifizierten sich erstmals für die WM, wo sie wie bei der EM im ersten Spiel auf England treffen werden.
Am 15. Mai 2019 wurde sie für die WM nominiert. Sie kam in den drei Gruppenspielen gegen England (1:2), Japan (1:2) und Argentinien (3:3) zum Einsatz, nach denen die Schottinnen ausschieden.
Am 27. Oktober 2023 wurde sie bei der 0:4-Niederlage in der Nations League gegen die Niederlande zu ihrem 100. Länderspiel eingewechselt.

## Erfolge
- Deutscher Meister 2016
- DFB-Hallenpokal-Sieger 2013, 2014
- Schottischer Meister 2009, 2010, 2011, 2012
- Schottischer Pokalsieger 2009, 2011, 2012
- Schottischer Ligapokalsieger 2009, 2012
- Englischer Ligapokalsieger 2017/18
- Englischer Meister 2018/19

## Privates

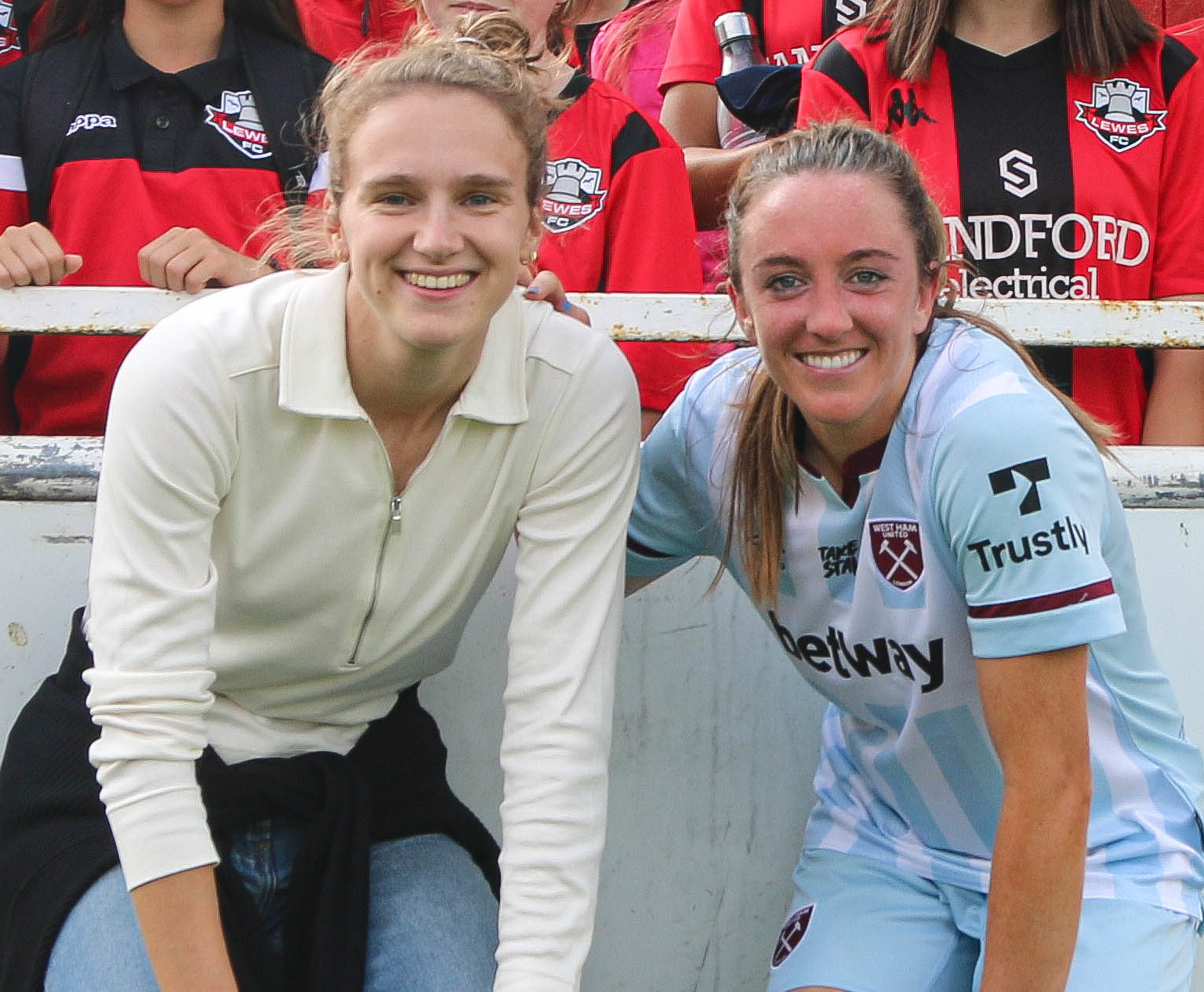
Miedema und Evans (2021)

Evans wohnte mit ihrer ehemaligen langjährigen Lebensgefährtin, der niederländischen Fußballerin Vivianne Miedema, nördlich von London.